# 露蒙関係
露蒙関係（ろもうかんけい、ロシア語：Российско-монгольские отношения、モンゴル語：Монгол-Оросын харилцаа）とは、ロシア連邦（露西亜）とモンゴル国（蒙古）との間の両国関係のことである。両国の関係は、ソビエト連邦がモンゴル人民共和国を支援していた共産主義時代から伝統的に強固なものである。モンゴルとロシアは、両国が共産主義を放棄した後も同盟国であり続けている。
ロシアはウランバートルに大使館を、ダルハンとエルデネトに総領事館を置いている。モンゴルはモスクワに大使館を、イルクーツク、クズル、ウラン・ウデに総領事館、エカテリンブルクに領事館を置いている。両国は欧州安全保障協力機構（OSCE）の加盟国である。
2017年の調査によると、モンゴル人の90パーセントがロシアに対して好意的な見方をしており（38パーセントが「強く好意的」、52パーセントが「やや好意的」）、8パーセントが否定的な見方をしている（2パーセントが「強く否定的」、6パーセントが「やや否定的」）。
ロシアとモンゴルの国境の延長は約3500キロメートルである。

## 背景

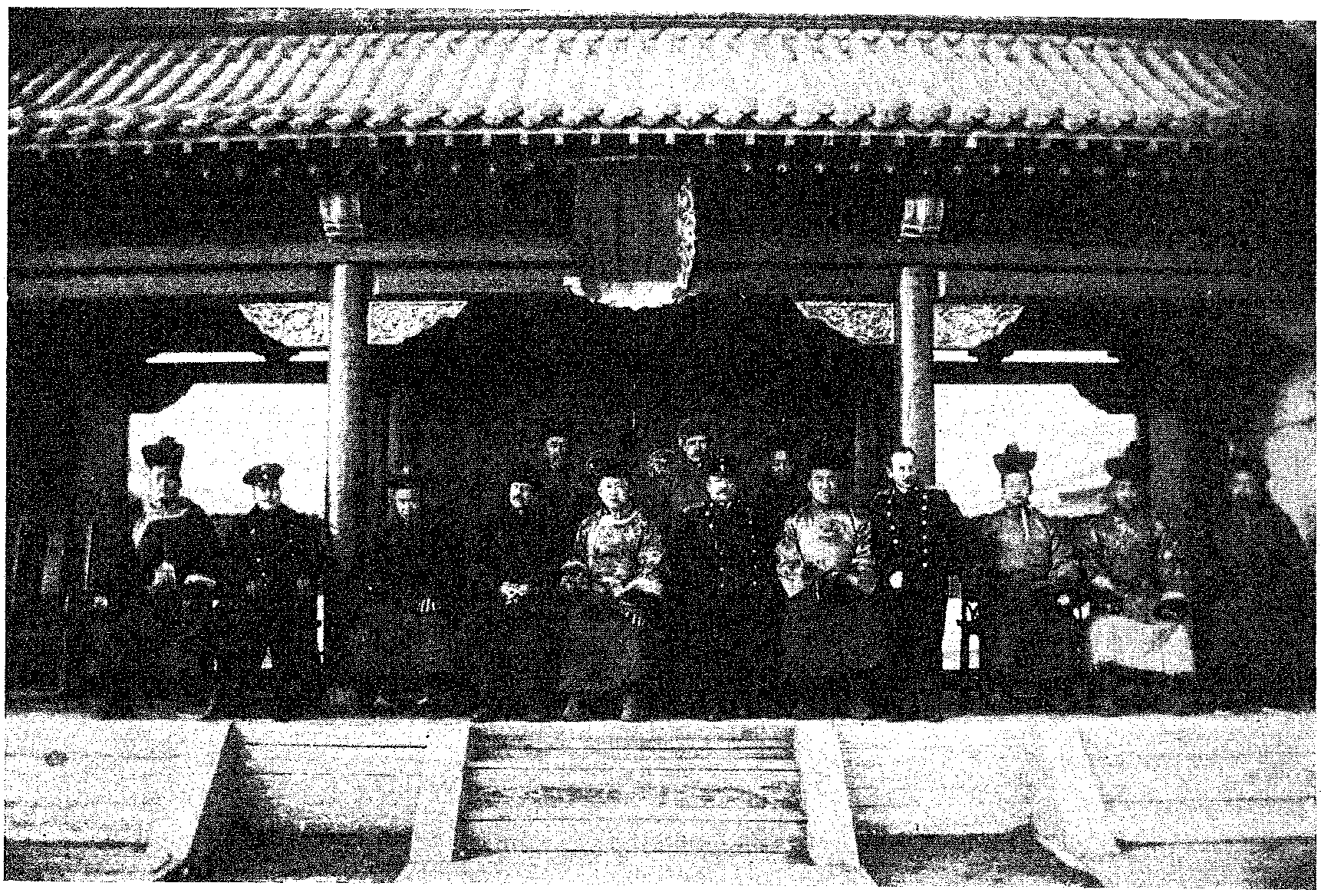
1912年11月、ウルガでのロシア＝モンゴル協定調印後に撮影されたロシア帝国とモンゴル（ボグド・ハーン政権）の役人たち。この協定でロシアはモンゴルの自治権を認め、貿易利権を得た。

19世紀の外蒙古は清の支配下にあった。1911年の清の滅亡に伴い、外蒙古は独立を宣言した（ボグド・ハーン政権）。1919年、北京政府の将軍徐樹錚が外蒙古に進出して独立を無効にした。1921年、中国軍はロマン・ウンゲルン率いるロシアの白軍に追い出された。その白軍は、数か月後にロシア・ソビエト連邦社会主義共和国の赤軍、極東共和国、親ソビエトのモンゴル軍によって追い出された。

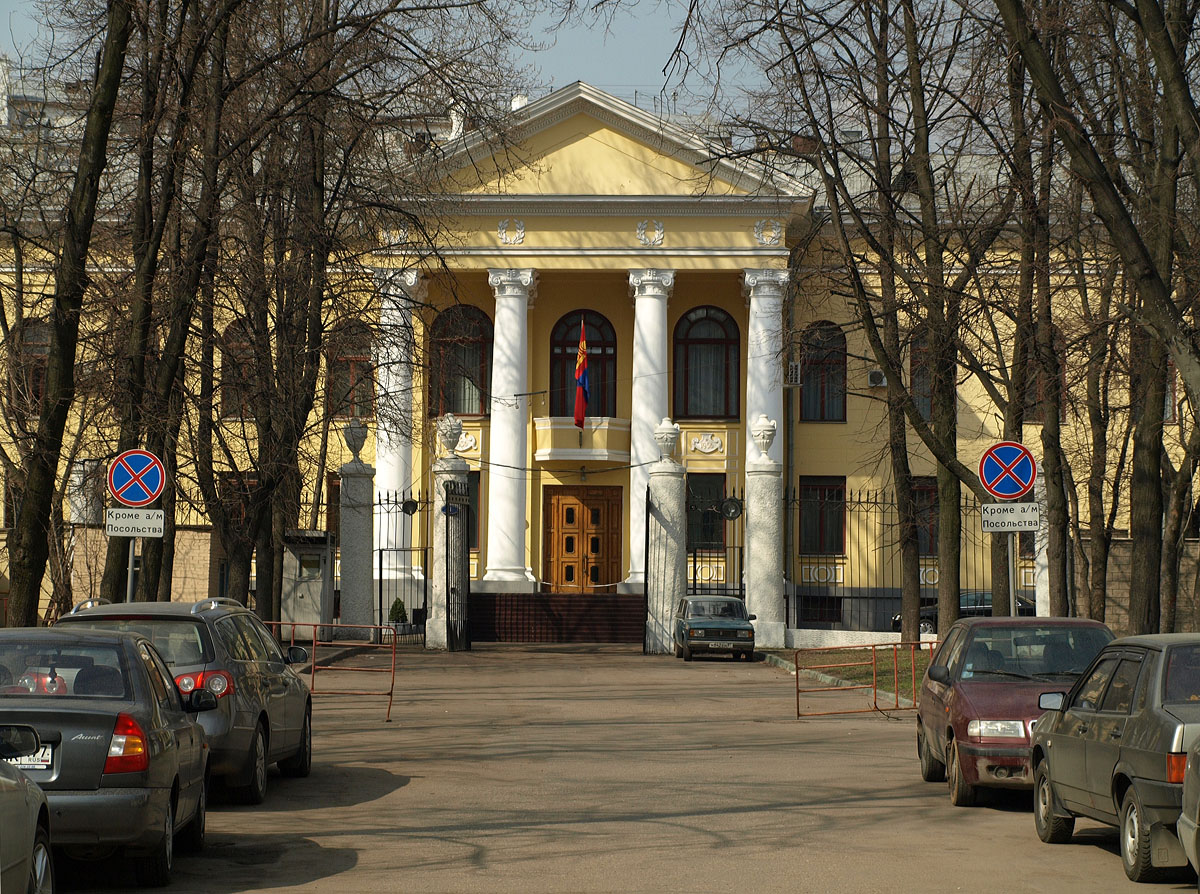
ロシアのモンゴル大使館

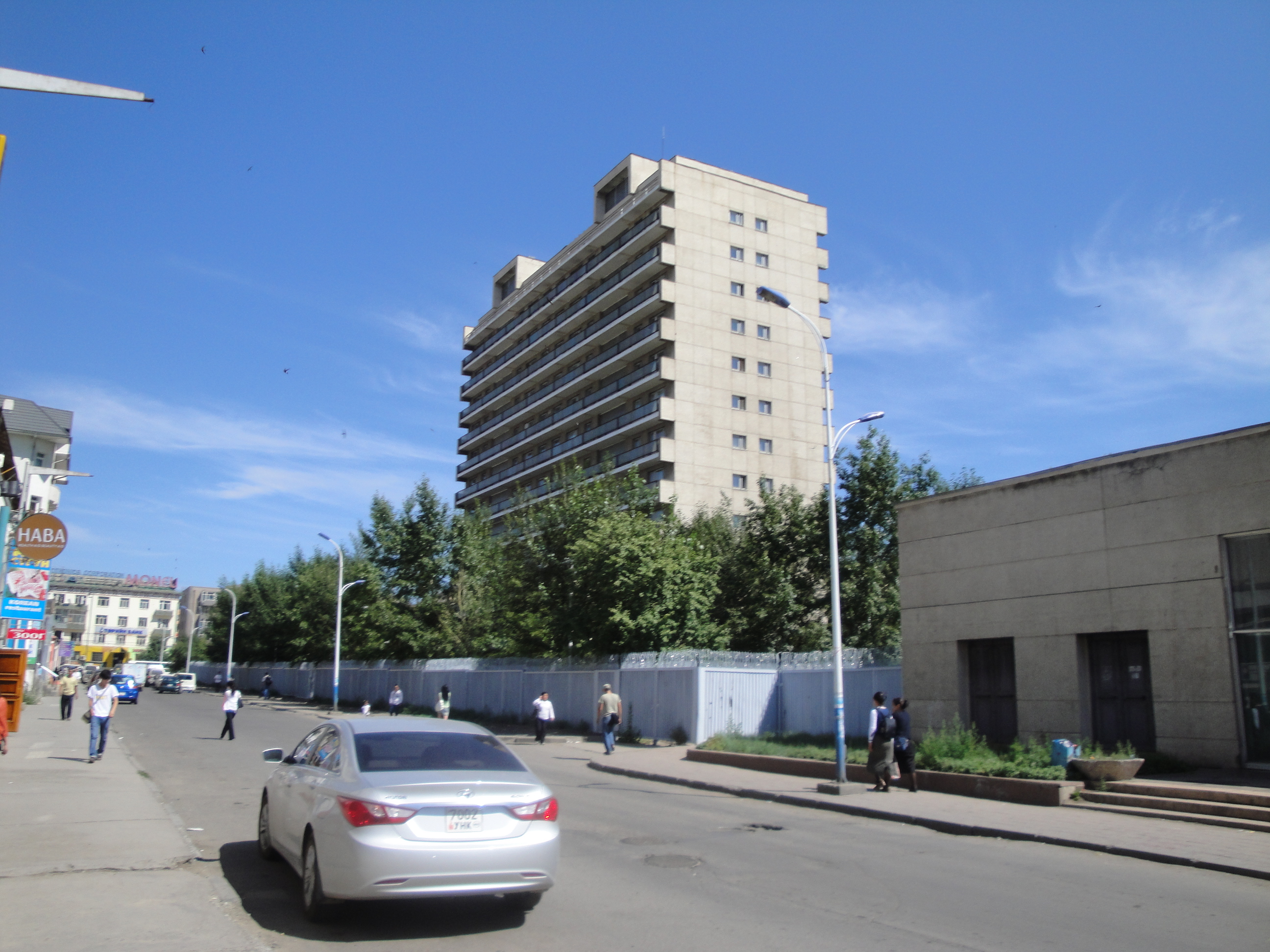
モンゴルのロシア大使館

## 共産主義時代
1924年にモンゴル人民党（後のモンゴル人民革命党）がソ連の支援を受けて革命を起こし、モンゴル人民共和国を樹立した。その後70年間、モンゴルはソ連の衛星国として「ソ連の考案した政策を真似して追求」してきた。モンゴルの最高指導者ホルローギーン・チョイバルサンは、ソ連の指示の下に行動し、1936年から1952年まで大規模な粛清を行い（モンゴルのスターリン主義的弾圧を参照）、1937年9月から1939年11月の間に最も多くの人物（特に仏教僧）が逮捕・処刑された。この間にソ連の文化の影響がモンゴルに浸透し、モンゴル国立大学を始めとする全国の学校でマルクス・レーニン主義が強調されていた。モンゴルの政治的・技術的・文化的・芸術的エリートのほとんど全てが、ソ連や東欧で教育を受けていた。モンゴルの経済は電力・貿易・投資の面でソ連圏に大きく依存していた。
モンゴルとソ連の共産主義政権は、緊密な国家関係と協力を築いた。両国で特に中央アジアのソビエト共和国とモンゴルは、産業と貿易の緊密なリンクを確立した。モンゴルは国際問題に対しては一貫してソ連を支持していた。モンゴルは中国の拡張主義の恐れに対してソ連の援助を求め、多くのソ連軍がモンゴルに常設配備された。1986年、両国は平和友好協力条約に調印した。1950年代の中ソ対立の際、モンゴルはソ連側についた。
モンゴルは、ミハイル・ゴルバチョフ書記長による西側や中国との関係改善政策を手本として、アメリカや中国との関係を改善した。1989年、両国はモンゴルからのソ連軍撤退計画を最終決定した。

## ソ連崩壊後
1990年にモンゴル人民共和国が崩壊し、民主的に選出された初の政府が発足し、それまで緊密だったモンゴルとソビエト圏の関係に楔が打ち込まれることになった。1992年以降、ロシアからの技術援助は停止された。ロシアは1946年から1990年までにソ連から受けた援助（116億ルーブルと推定される）の全額返済をモンゴルに要求した。
ソ連崩壊と冷戦終結後、モンゴルの対露貿易は80パーセント減少し、中国との関係と中国のモンゴルへの影響力は増大した。それに対しロシアは、地域大国としての地位を高めるために、モンゴルとの強固な関係を再構築しようとしている。2000年、ロシアのウラジーミル・プーチン大統領はモンゴルを訪問し、主要な二国間条約を更新した。ソ連・ロシアの国家元首のモンゴル訪問は、1974年のレオニード・ブレジネフ書記長以来である。プーチンの訪問と両国関係の改善は、モンゴルでは中国の影響力に対抗するものとして歓迎された。ロシアは、モンゴルへの石油・エネルギーの輸出価格を引き下げ、貿易を強化した。ロシア政府はモンゴルに対する債務の98パーセントを帳消しにし、ロシアからモンゴルを経由して中国への石油パイプラインを建設することで合意した。
モンゴルは、プーチンが掲げる「大ユーラシア・パートナーシップ」構想を支持している。

## 国家元首の往来

### ロシアからモンゴルへ
- レオニード・ブレジネフ書記長（1966年1月13-15日）[13]
- レオニード・ブレジネフ書記長（1974年11月）[14]
- ウラジーミル・プーチン大統領（2000年）[15]
- ドミートリー・メドヴェージェフ大統領（2009年9月2-3日）[15]
- ウラジーミル・プーチン大統領（2014年9月2-3日）[15]
- ウラジーミル・プーチン大統領（2019年9月2-3日）[15]

### モンゴルからロシアへ
- ポンサルマーギーン・オチルバト大統領（1993年）[15]
- ナツァギーン・バガバンディ大統領（1999年）[15]
- ナツァギーン・バガバンディ大統領（2005年5月9日）[15]
- ナンバリーン・エンフバヤル大統領（2006年）[15]
- ナンバリーン・エンフバヤル大統領（2008年）[15]
- ツァヒアギーン・エルベグドルジ大統領（2010年5月9日）[15]
- ツァヒアギーン・エルベグドルジ大統領（2011年5月31日）[15]
- ツァヒアギーン・エルベグドルジ大統領（2015年5月9日）[15][16]
- ハルトマーギーン・バトトルガ大統領（2017年9月7日）[15]

### ギャラリー

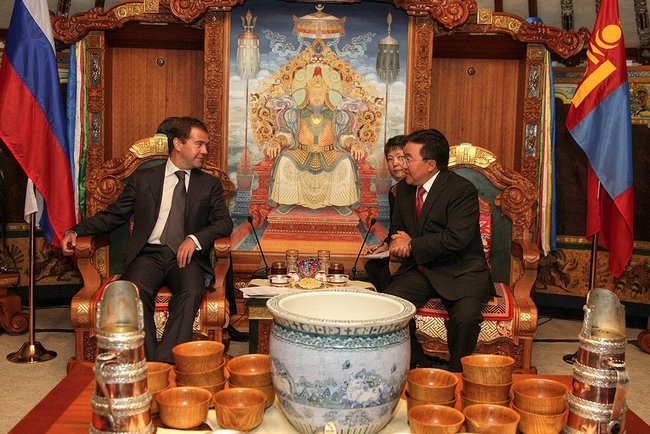
ドミートリー・メドヴェージェフとツァヒアギーン・エルベグドルジ（2009年）
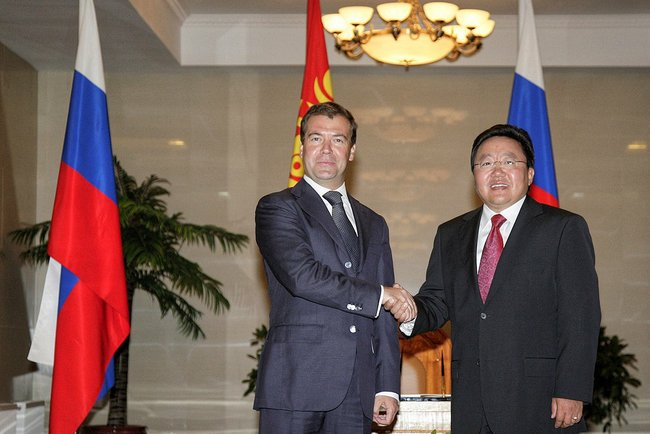
ドミートリー・メドヴェージェフとツァヒアギーン・エルベグドルジ
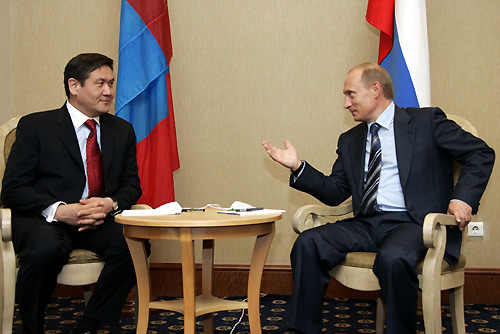
ナンバリーン・エンフバヤルとウラジーミル・プーチン（2005年）
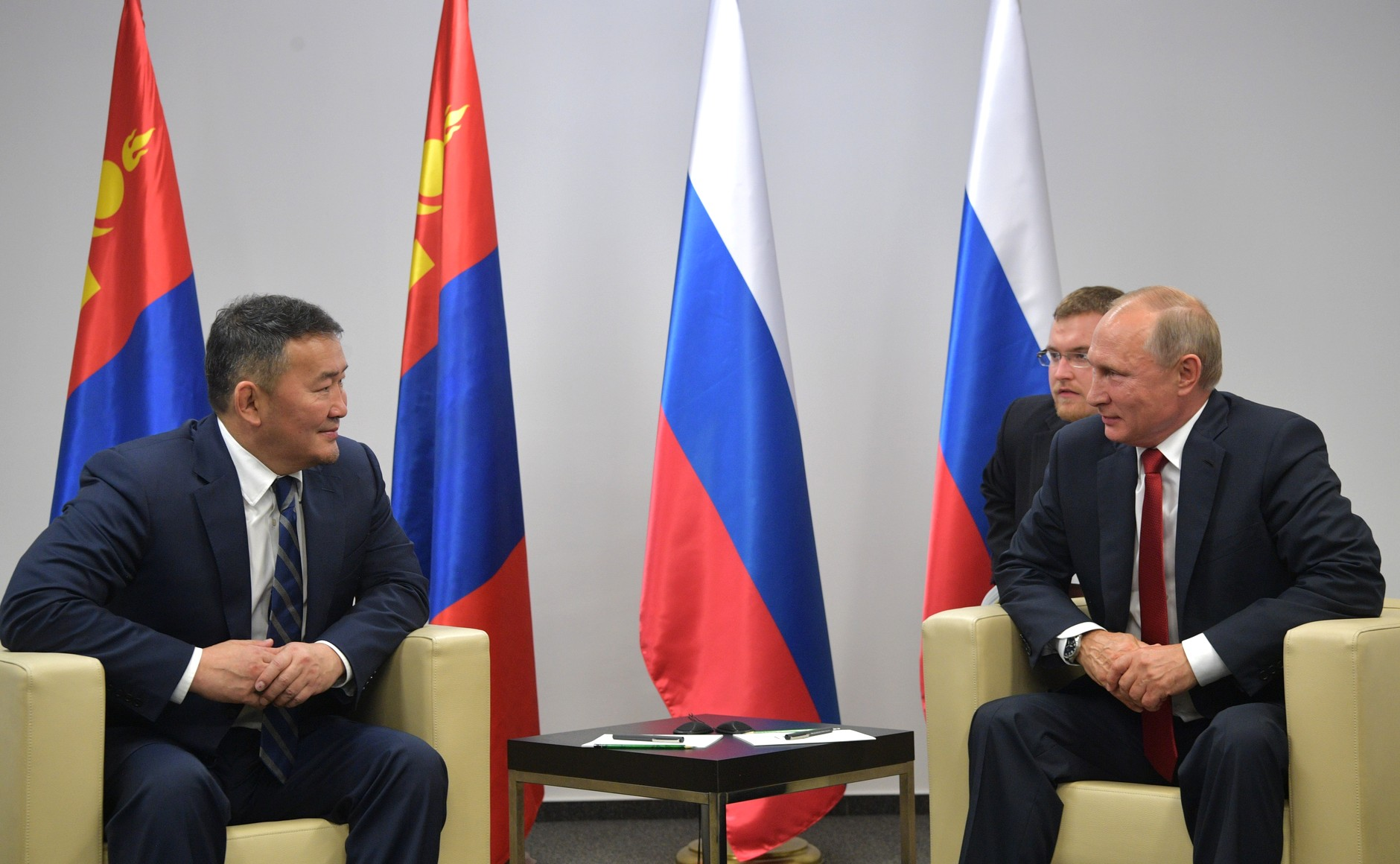
ハルトマーギーン・バトトルガとウラジーミル・プーチン（2017年）

### 在外公館
- (ロシア語、英語、モンゴル語) 在ウランバートルロシア大使館
- (ロシア語、英語、モンゴル語) 在モスクワモンゴル大使館